# NGC 67
NGC 67 es una galaxia elíptica localizada en la constelación de Andrómeda. Fue descubierto el 7 de octubre de 1855 por R. J. Mitchell, quien lo describió como "extremadamente débil, muy pequeño, redondo". La galaxia pertenece al grupo NGC 68, que también contiene las galaxias NGC 68, NGC 69, NGC 70, NGC 71, NGC 72, y posiblemente a NGC 74.

## Controversia de galaxias objetivo
La posición de Mitchell ubica la galaxia observada entre una elíptica E3 y una elíptica E5 en el borde del grupo de galaxias, y cada una de ellas ha sido interpretada como la original y la secundaria. WikiSky enumera la galaxia redonda como la primaria y la alargada como PGC 138159, el navegador de Objetos Profundos enumera el alargado como NGC 67, NED enumera la misma galaxia que NGC 67 y NGC 67a. Sin embargo, la base de datos de objetos NGC de Courtney Seligman sostiene que, dado que el desplazamiento de ubicación de NGC 67 es similar al de las otras galaxias en el grupo, es probable que la galaxia alargada sea el objeto observado, y que el NGC 67a más redondo fue catalogado como una estrella. por Mitchell.